# Золотий жук
«Золотий жук» (англ. The Gold-Bug) — оповідання Едгара Алана По, написане в 1843 році, один з ранніх зразків детективного жанру.
Сюжет описує історію Вільяма Леграна, його слуги Джупітера і безіменного Оповідача. Легран втягує їх у пошуки скарбу, на який має вказати розшифрований ним лист.

## Сюжет

### Пошуки скарбу
Дія оповідання відбувається в Південній Кароліні. Нащадок старовинного аристократичного роду Вільям Легран, переслідуваний невдачами і банкрутством, тікає з Нового Орлеана і поселяється на пустельному острівці поблизу атлантичного узбережжя зі своєю собакою-ньюфаундлендом і старим темношкірим слугою Джупітером.
Одного разу під час прогулянки він знаходить незвичайного «золотого» жука, якого загортає в шматок знайденого поблизу пергаменту. Прийшовши додому, Легран кладе знахідку біля каміна та випадково виявляє, що під дією тепла на пергаменті проявляється зображення черепа та криптограма, намальовані прихованим чорнилом. Розпитуючи про подробиці, Оповідач зауважує, що Легран сприймає цю знахідку як щасливе знамення. Негр Джупітер турбується, чи не захворів господар — Легран весь час щось рахує і надовго зникає з дому.
За якийсь час Оповідач отримує від Леграна записку з проханням відвідати його з якоїсь важливої справи. Інтонація листа змушує Оповідача поквапитися, і він того ж дня прибуває до друга. Легран очікує його з нетерпінням і пропонує вирушити з ним та Джупітером на материк, у гори — в кінці експедиції вони зрозуміють, що він має на увазі.
Через кілька годин товариші дістаються до дерева, яке й шукав Легран. Він наказує слузі лізти на дерево, раз-по-раз спрямовуючи його. Джупітер знаходить прибитий до сучка людський череп. Легран запевняє, що крізь ліву очницю черепа треба опустити якийсь предмет і таким стає золотий жук на мотузці. Забивши кілочок туди, де опустився жук, Легран відміряє відстань і всі починають копати. За певний час виявляється, що Джупітер переплутав очниці і їхні зусилля виявилися марними. Легран переміряє все заново і вони відновлюють розкопки.
Їхню працю перериває відчайдушний гавкіт ньюфаундленда. Собака рветься в розкопану яму і знаходить там два скелети. Невдовзі компаньйони виявляють поряд з останками скриню, в якій знаходиться справжній скарб — купи золота і дорогоцінного каміння. Подолавши насилу зворотний шлях, і побачивши, що друг згорає від цікавості, Легран розповідає, що привело його до знахідки і розгадки шифру, який дозволив знайти скарби. Після цього він припускає, що власник скарбу наказав двом поплічникам закопати коштовності, після чого убив їх, аби не лишати свідків.

### Розгадка криптограми

Частота вживання англійських літер

Розгадування криптограми на пергаменті — чудовий приклад застосування дедукції. Текст криптограми складався з 203 символів:
53‡‡†305))6*;4826)4‡.)4‡);806*;48†8¶
60))85;1‡(;:‡*8†83(88)5*†;46(;88*96*
?;8)*‡(;485);5*†2:*‡(;4956*2(5*—4)8¶
8*;4069285);)6†8)4‡‡;1(‡9;48081;8:8‡
1;48†85;4)485†528806*81(‡9;48;(88;4(
‡?34;48)4‡;161;:188;‡?;
Внизу пергаменту Легран виявляє малюнок козеняти, і вирішує, що це своєрідний підпис автора. Слово «kid» тут означає «козеня» (в українських перекладах замінено на співзвучне «кіт»), тому Легран припускає, що автором був легендарний пірат Кідд (Kidd, імовірно Вільям Кідд, відомий грабунками наприкінці XVII століття). Легран вважає, що Кідд не зумів би скласти справді складну криптограму. Отже, перед ним був примітивний шифр, але при тому такий, що для звичайного моряка він здався б цілковито незбагненним. У тексті, як випливає з підпису, зашифрована англійська мова.
Послання було написано компактно, без інтервалів, і Легран проводить частотний аналіз тексту. Згідно з його міркуваннями, в англійській мові найчастіше зустрічаються літера е. Оскільки знак 8 зустрічається в криптограмі частіше за інші, Легран приймає його за літеру е англійського алфавіту. Для перевірки своєї гіпотези він досліджує чи зустрічається цей знак двічі поспіль, оскільки в англійській мові літера е дуже часто подвоюється, наприклад в словах meet, fleet, speed, seed, seen, been, agree тощо. Хоча криптограма невелика, знак 8 зустрічається в ній двічі поспіль не менше п'яти разів.
Найчастіше слово в англійській — визначений артикль the. Легран перевіряє, чи не повторюється поєднання з трьох знаків, розташованих в однакові послідовності, закінчуючись знаком 8. Він знаходить не менше семи разів поєднання з трьох знаків ;48. Тепер можна припустити, що знак ; — це літера t, а 4 — h; Разом з тим підтверджується, що 8 дійсно е.
Розшифровка цілого слова дозволяє знайти декілька інших слів. Для прикладу Легран бере передостаннє з поєднань після ;48. Знак 8, що йде одразу за ; буде, вочевидь, початковою літерою нового слова. Виписуючи, починаючи з нього, шість знаків поспіль, можна виявити, що тільки один з них досі незнайомий. Позначаючи тепер знаки літерами, залишається вільне місце для невідомого знака: t.eeth.
Жодне слово, що починається на t і складається з шести літер, не має в англійській мові закінчення th, в цьому можливо переконатися, підставляючи на вільне місце всі літери по черзі. Тому відкидаючи дві останні літери як початок іншого слова, отримуємо: t.ee.
Легран вважає пропущеною букву r, яка в шифрі представлена знаком (. І тепер з'являється можливість прочитати два слова поспіль: the tree (дерево).
Далі Легран виявляє вже знайоме поєднання ;48. Приймаючи його знову за край нового слова і виписуючи цілий уривок, починаючи з двох розшифрованих слів, Легран отримує такий запис: the tree; 4 (‡? 34 the. Замінюючи вже відомі знаки літерами: the tree thr ‡? 3h the, а невідомі знаки точками: the tree thr … h the, у Леграна не залишається сумніву, що невідоме слово — through (через). Це відкриття дає ще три літери — о, u і g, позначені в криптограмі знаками ‡? і 3.
Уважно вдивляючись в криптограму, Легран знаходить поблизу від початку групу знайомих знаків: 83(88, яка читається так: egree. Це дуже нагадує слово degree (градус) без першої літери. Тепер Легран знає, що літера d позначена знаком +. Слідом за словом degree, через чотири знаки, зустрічається така група: ;46(;88*. Замінивши, як уже робив не раз, відомі знаки літерами, а невідомі крапками — th.rtee, Легран швидко здогадується, що перед ним слово thirteen (тринадцять). До відомих букв додалися i і n, позначені в криптограмі знаками 6 і *.
Криптограма починається так: 53‡‡+. Підставляючи раніше знайдені літери і крапки, Легран отримує: . Good. Відсутня літера, звичайно, є артиклем a, тож два перші слова читатимуться так: A good (гарний, добрий). Вже відомим способом знаходячи інші літери, Легран отримує:
| agoodglassinthebishopshostelinthede: vilsseatfortyonedegreesandthirteenmi: nutesnortheastandbynorthmainbranchse: venthlimbeastsideshootfromthelefteyeo: fthedeathsheadabeelinefromthetreeth: roughtheshotfiftyfeetout | A good glass in the bishop's hostel in the devil's seat: forty-one degrees and thirteen minutes northeast and by north: main branch seventh limb east side: shoot from the left eye of the death's-head: a bee line from the tree: through the shot fifty feet out. | Добре скло в єпископовім заїзді на чортовім сідалі: двадцять один градус і тринадцять мінут північ-північ-схід: головний сук сьома гілляка східний бік: стріляй з лівого ока мертвої голови: пряма лінія від дерева: через постріл на п'ятдесят футів |

Легран здогадується, що «єпископів заїзд» пов'язаний із старовинною садибою роду Біскопів. Розпитавши навколишніх жителів, він дізнається про місцевість під такою назвою і знаходить там виступ, схожий на сідло з високими, як чортові роги, краями. «Добре скло» — це народна назва підзорної труби. Отже, треба було, сидячи на уступі, дивитися у підзорну трубу за координатами «двадцять один градус і тринадцять мінут», що означали висоту над видимим обрієм, а напрямок по горизонталі вказували слова «північ-північ-схід». Подивившись туди, Легран побачив гілки дерева, між яким містився білий предмет. Це був людський череп, обраний піратом за те, що скільки б часу не минуло, кістка лишиться білою та добре помітною. Легран міркував таким чином: якщо опустити до землі кулю, пропущену крізь лівий очний отвір черепа, і провести пряму лінію від найближчої точки стовбура через «постріл» (тобто місце, куди впала куля) далі на п'ятдесят футів, то саме там і буде місце, де ймовірно закопано скарб.

## Вплив
В оповіданні «Золотий жук» вперше вжито термін «криптограф». Жителі міста Салліван-Айленд назвали місцеву громадську бібліотеку на честь По, вважаючи, що саме перебування на острові, де стоїть місто, надихнуло По на написання «Золотого жука», і цю місцевість він описав у оповіданні.
Оповідання надихнуло Роберта Луїса Стівенсона на написання роману «Острів скарбів» (1883). Зокрема про скелет, який вказував на скарб, Стівенсон визнавав, що запозичив ідею в По.
Вільям Ф. Фрідман, видатний американський криптолог, зацікавився криптографією після того, як у дитинстві прочитав «Золотого жука». Зрештою його захоплення призвело до розшифрування японського PURPLE-коду під час Другої світової війни.

## Українські переклади
- У перекладі Майка Йогансена (у збірці): По, Едґар Вибрані твори. ― Х. : ДВУ (Державне Видавництво України), 1928.
- У перекладі Ростислава Доценка (у збірці): По, Едгар Аллан Золотий жук. ― К. : Веселка, 1972. 113 с.
- У перекладі Андрія Пехника (у збірці): По, Едгар Аллан. Вбивства на вулиці Морг. — К. : Знання, 2014. — 206 с. — (English Library) — ISBN 978-617-07-0185-5.